# Fort Saskatchewan
Fort Saskatchewan – miasto w Kanadzie, w prowincji Alberta, leżący przy granicy Edmonton, nad rzeką Saskatchewan Północny.

## Urodzeni w mieście
- Evangeline Lilly (ur. 1979) – kanadyjska aktorka
- Joffrey Lupul (ur. 1983) – kanadyjski hokeista